# صاریغ باریک‌اندام امیلیا
صاریغ باریک‌اندام امیلیا (نام علمی: Gracilinanus emiliae) نام یک گونه از سرده صاریغ‌های باریک‌اندام است.